# Thectochlora brachycera
Thectochlora brachycera is een vliesvleugelig insect uit de familie Halictidae. De wetenschappelijke naam van de soort is voor het eerst geldig gepubliceerd in 2006 door Gonçalves & Melo.